# Axel Tuanzebe
Axel Tuanzebe (Bunia, 1997. november 14. –) kongói válogatott labdarúgó, a Burnley játékosa. A Manchester United akadémiáján nevelkedett (2006–2015), 2015 és 2023 között volt a csapat játékosa, amelyet követően az Ipswich Townhoz igazolt.

## Pályafutása

### Klubcsapatokban

#### Manchester United
A Manchester United saját nevelésű játékosa, nyolc évesen csatlakozott a klub akadémiájához. 2013-ban és 2014-ben volt tagja a SuperCupNI elnevezésű utánpótlás tornán győztes csapatnak. 2015 májusában kiérdemelte a klub legjobb utánpótlás játékosának járó Jimmy Murphy-díjat. Paul McGuinness, a manchesteri akadémiai edzője úgy nyilatkozott, hogy ő a legtehetségesebb fiatal balhátvéd a klubnál Gary Neville óta.
2015. október 31-én a Crystal Palace ellen első alkalommal ülhetett le felnőtt bajnokin a kispadra.
2017. január 29-én az első keretben debütált az FA-kupában a Wigan Athletic ellen, Timothy Fosu-Mensah cseréjeként. Négy nappal később a klub meghosszabbította a szerződését. 2017. május 7-én a bajnokságban az Arsenal ellen kezdőként lépett pályára és végigjátszotta a találkozót. Ebben a hónapban a bajnokság legjobb utánpótlás korú játékosának választották.
Tuanzebe 2017. október 24-én a Swansea City elleni, 2–0-ra megnyert Ligakupa találkozón első gólját is megszerezte. December 5-én bemutatkozott a Bajnokok Ligájában is CSZKA Moszkva elleni győztes csoportmérkőzésen.
2018. január 25-én a szezon hátralevő részére a másodosztályú Aston Villához került kölcsönbe. A 2018–2019-es szezont, illetve a 2021–2022-es évad első felét is az Aston Villánál töltötte kölcsönben. Még kétszer kölcsönadták, az SSC Napoli és a Stoke City csapatába, majd 2023 júniusában szerződése lejártával távozott Manchesterből.

### Ipswich Town
2023. szeptember 8-án a másodosztályban, azaz a Championshipben szereplő Ipswich Townhoz írt alá egy évre szóló szerződést. November 1-jén, a  Fulham elleni 3–1-es Ligakupa-vereség során debütált a klub színeiben. Hat nappal később, a Rotherham United elleni 2–2-es döntetlen során a bajnokságban is bemutatkozott.
2024. január 6-án, a Wimbledon elleni 3–1-es FA-kupa-győzelem alkalmával szerezte első gólját a csapatban. A 2023–24-es szezonban alapemberként segített az Ipswichnek feljutni a Premier League-be.
2024. június 3-án az Ipswich egy évvel meghosszabbította a szerzőfdését. 2024 októberében szokatlan sérülést szenvedett, amikor mosogatás közben elvágta a hüvelykujját, és műtétre volt szükség annak megmentése érdekében.

### Burnley
2025.június 26-án aláírt a Premier League-újonc side Burnley-hez, mkiután az Ipswichnél lejárt a szerződése.

### A válogatottban
Utánpótlás szinten Angliát képviselte U19-es, U20-as és U21-es szinten. Azt követően, hogy nem kapott lehetőséget a felnőtt válogatottban, 2023-ban megbeszéléseket tartott a Kongói Demokratikus Köztársaság szövetségével nemzetiségváltásról, csapattársával, Aaron Wan-Bissakával együtt.
2024 márciusában úgy döntött, hogy felnőtt szinten szülőhazája válogatottját fogja képviselni.
2024. június 6-án debütált a Kongói Demokratikus Köztársaság válogatottjában egy Szenegál elleni világbajnoki selejtező mérkőzésen.

## Statisztika
2023. március 18-án lett frissítve.
| Klub                     | Szezon           | Liga             | Liga | Liga  | FA-kupa | FA-kupa | Ligakupa | Ligakupa | Európai | Európai | Egyéb | Egyéb | Összesen | Összesen |
| Klub                     | Szezon           | Bajnokság        | P.   | Gólok | P.      | Gólok   | P.       | Gólok    | P.      | Gólok   | P.    | Gólok | P.       | Gólok    |
| ------------------------ | ---------------- | ---------------- | ---- | ----- | ------- | ------- | -------- | -------- | ------- | ------- | ----- | ----- | -------- | -------- |
| Manchester United        | 2015–2016        | Premier League   | 0    | 0     | 0       | 0       | 0        | 0        | 0       | 0       | —     | —     | 0        | 0        |
| Manchester United        | 2016–2017        | Premier League   | 4    | 0     | 1       | 0       | 0        | 0        | 0       | 0       | 0     | 0     | 5        | 0        |
| Manchester United        | 2017–2018        | Premier League   | 1    | 0     | 0       | 0       | 1        | 0        | 1       | 0       | 0     | 0     | 3        | 0        |
| Manchester United        | 2018–2019        | Premier League   | 0    | 0     | 0       | 0       | 0        | 0        | 0       | 0       | —     | —     | 0        | 0        |
| Manchester United        | 2019–2020        | Premier League   | 5    | 0     | 0       | 0       | 2        | 0        | 3       | 0       | —     | —     | 10       | 0        |
| Manchester United        | 2020–2021        | Premier League   | 9    | 0     | 1       | 0       | 1        | 0        | 8       | 0       | —     | —     | 19       | 0        |
| Manchester United        | 2021–2022        | Premier League   | 0    | 0     | 0       | 0       | 0        | 0        | 0       | 0       | —     | —     | 0        | 0        |
| Manchester United        | 2022–2023        | Premier League   | 0    | 0     | 0       | 0       | 0        | 0        | 0       | 0       | —     | —     | 0        | 0        |
| Manchester United        | Összesen         | Összesen         | 19   | 0     | 2       | 0       | 4        | 0        | 12      | 0       | 0     | 0     | 37       | 0        |
| Aston Villa (kölcsönben) | 2017–2018        | Championship     | 5    | 0     | 0       | 0       | 0        | 0        | —       | —       | —     | —     | 3        | 0        |
| Aston Villa (kölcsönben) | 2018–2019        | Championship     | 25   | 0     | 0       | 0       | 2        | 0        | —       | —       | 3     | 0     | 30       | 0        |
| Aston Villa (kölcsönben) | 2021–2022        | Premier League   | 9    | 0     | 0       | 0       | 2        | 0        | —       | —       | —     | —     | 11       | 0        |
| Aston Villa (kölcsönben) | Összesen         | Összesen         | 39   | 0     | 0       | 0       | 4        | 0        | —       | —       | 3     | 0     | 46       | 0        |
| Napoli (kölcsönben)      | 2021–2022        | Serie A          | 1    | 0     | 1       | 0       | —        | —        | 0       | 0       | —     | —     | 2        | 0        |
| Stoke City (kölcsönben)  | 2022–2023        | Championship     | 4    | 0     | 1       | 0       | —        | —        | —       | —       | —     | —     | 5        | 0        |
| Karrier összesen         | Karrier összesen | Karrier összesen | 63   | 0     | 4       | 0       | 8        | 0        | 12      | 0       | 3     | 0     | 90       | 0        |

1. ↑  Pályára lépések a Bajnokok ligájában.